# Liste der Monuments historiques in Nouvoitou
Die Liste der Monuments historiques in Nouvoitou führt die Monuments historiques in der französischen Gemeinde Nouvoitou auf.

## Liste der Bauwerke
| Bezeichnung    | Beschreibung | Standort | Kennzeichnung | Schutzstatus | Datum | Bild           |
| -------------- | ------------ | -------- | ------------- | ------------ | ----- | -------------- |
| Friedhofskreuz |              | (Lage)   | PA00090643    | Classé       | 1907  | weitere Bilder |

## Liste der Objekte

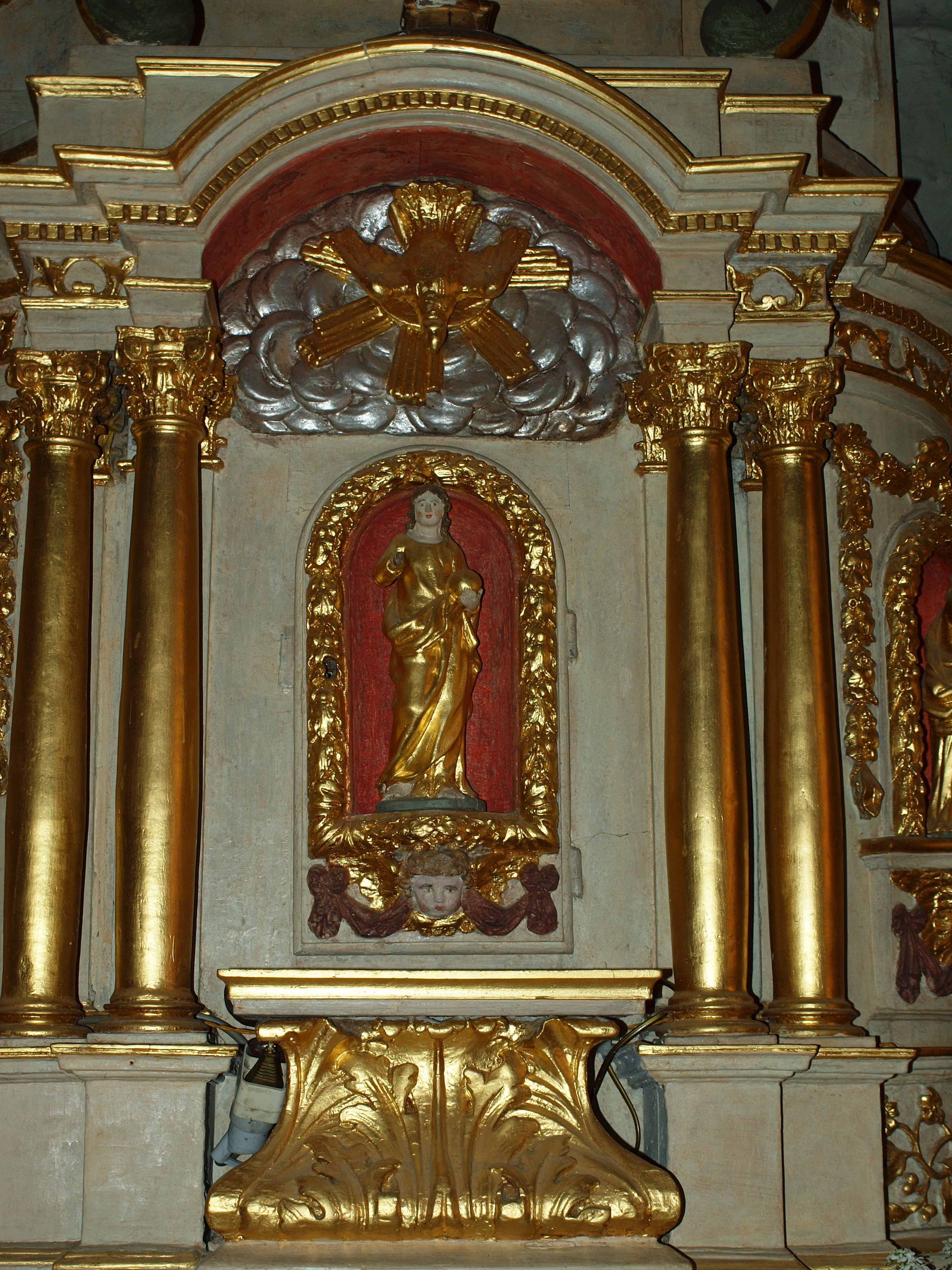
Hauptaltar in der Kirche St-Martin

- Monuments historiques (Objekte) in Nouvoitou in der Base Palissy des französischen Kultusministeriums